# Tatort: Kopfgeld
Kopfgeld ist ein Fernsehfilm aus der Krimireihe Tatort. Die vom Norddeutschen Rundfunk beauftragte Fernsehproduktion wurde am 9. März 2014 im Ersten Programm der ARD erstgesendet. Die Premiere fand am 5. März 2014 in Hamburg statt. Es ist der zweite Fall des Ermittlerduos Nick Tschiller (Til Schweiger) und Yalcin Gümer (Fahri Yardım).

## Handlung
Als Nick Tschiller seine Exfrau zum Flughafen fahren will, bemerkt er eine Bombe unter seinem Fahrersitz. Er versucht mit Hilfe seines Kollegen Yalcin Gümer per Ferndiagnose den Sprengsatz zu entschärfen, was aber nicht gelingt. Er kann nur geistesgegenwärtig das Auto eiligst verlassen, sodass es ohne Insassen explodiert. Um Tschiller vor weiteren Anschlägen zu schützen, lässt das LKA von der Presse seinen Tod verkünden. Entgegen allen Bemühungen zeigt Tschiller sich dem Clan-Boss Firat Astan, nur um ihn zu provozieren. Ihm ist klar, dass nur er ein Kopfgeld auf ihn ausgesetzt haben kann, denn obwohl Firat und sein Bruder Ismal im Gefängnis sitzen, laufen ihre kriminellen Geschäfte im Hintergrund weiter, und Tschiller ist ihnen auf der Spur. Der kurdische Astan-Clan droht diesmal nicht mit Menschenhandel, sondern mit einem gigantischen Drogengeschäft die Macht an sich zu reißen. Tschiller erfährt von einer in Kürze zu erwartenden Lieferung Crystal Meth, die er um jeden Preis verhindern muss.
Tschiller holt sich Enno Kromer, einen verbitterten Drogenspezialisten des LKA, zu Hilfe. Dieser versucht seit Jahren vergeblich den Hamburger Drogensumpf trockenzulegen, der bisher von Aykut Bürsüm beherrscht wird. Mit dem Ansinnen des Astan-Clan ist ein erbitterter Bandenkrieg zu befürchten. Kromer hält es für sehr wahrscheinlich, dass eine so große Drogenlieferung über den Hamburger Hafen ins Land geschmuggelt werden soll. Doch zeigt sich Kromer sehr pessimistisch, da er schon zwanzig Jahre vergeblich versucht, von der Justiz mehr Unterstützung zu bekommen. Wie es aussieht, arbeitet er mit Firat Astan zusammen, denn er verrät ihm, dass Tschiller von seinem Drogengeschäft weiß und sogar einen Informanten im Gefängnis hat.
Obwohl Tschiller noch keine Information über den Ankunftszeitpunkt der Drogenlieferung hat, begibt er sich in Begleitung seines Kollegen Yalcin Gümer zu Aykut Bürsüm. Doch anstatt den Drogenboss in seinem Club anzutreffen, begegnet er dort seiner Tochter, der er zu erklären versucht, dass sie in diesem „Drogenladen“ nichts zu suchen habe. Unvermittelt stürmen drei bewaffnete Männer in den Nachtclub und feuern wahllos mit Maschinenpistolen in die Menge. Nur mit Glück entgeht Tschiller dem Gemetzel, bei dem unter anderen drei aktive Mitarbeiter von Aykut Bürsüm sterben. Für Kromer ist klar, dass nun der Kiezkrieg begonnen hat, und Gümer hat den Eindruck, dass sein Kollege das sogar genießt.
Staatsanwältin Hanna Lennertz wird in ihrer Wohnung überfallen und übel zugerichtet. Da Tschiller mit ihr eine Affäre begonnen hat, hält er es für möglich, dass diese Aktion ihm galt. Wütend versucht er herauszufinden, wer den Auftrag ausgeführt hat. Durch seinen Informanten, den Kickboxer Idris Ervan, findet er den Täter: Rahid Astan. Nachdem dieser verhaftet worden ist, gelingt es allerdings Astans Anwalt, ihn noch am selben Tag wieder freizubekommen.
Dafür gelingt es Tschillers Mitarbeitern, die Nummer des Containers herauszufinden, in welchem vermutlich Astans Drogen gelagert sind. Auffällig ist, dass dieser Container schon seit einer Woche im Hafen bereitsteht. Für den Drogenexperten Kromer aber damit zu erklären, dass der Astan-Clan erst Bürsüms Leute ausschalten musste, um ungestört die Ware übernehmen zu können. Denn inzwischen wurden drei weitere Mitglieder des Bürsüm-Clans ermordet, und die Führungsspitze ist spurlos verschwunden, was bedeuten könnte, dass auch diese Leute bereits eliminiert wurden. Ehe sie sich aber weiter um den Drogendeal kümmern können, gerät Tschiller in Gefahr. Er will Rahid Astan aus persönlichen Gründen zur Rechenschaft ziehen und wird dabei schwer verletzt. Gümer kommt ihm zu Hilfe und kann ihn ins Krankenhaus bringen. Obwohl er dort von zwei Polizeibeamten und zusätzlich von seiner Kollegin Ines Kallwey bewacht wird, gelingt es Rahid Astan, zu ihm vorzudringen, denn er hat Anweisung von seinem Chef, Firat Astan, Tschiller um jeden Preis auszuschalten. Der stellt sich bewusstlos und kann so mit Hilfe von Kallwey seinen Angreifern entkommen und aus der Klinik fliehen.
Derweil läuft die Polizeiaktion, um den Gangstern bei Abholung der Drogen im Hafen das Handwerk zu legen. Wider Erwarten bleibt alles ruhig. Nachdem der Tag angebrochen ist, entschließen sich Gümer und Kromer, in dem Container nachzusehen, denn möglicherweise sind sie auf eine Finte hereingefallen. Das soll sich bewahrheiten, denn in dem Container liegen die Leichen von sechs Mitgliedern der oberen Führungsebene des Bürsüm-Clans, allerdings ist Aykut Bürsüm selber nicht unter den Toten.
In Gümer und Kallwey hegt sich der Verdacht, dass sie einen Maulwurf in ihren Reihen haben, und das kann nur ihr Kollege Kromer sein. Als Gümer ihn zur Rede stellen will, verschwindet er im Containerdschungel des Hafengeländes. Dennoch scheint sein Hinweis auf einen anderen Übergabeort berechtigt, denn auch Tschiller, der sich trotz seiner Verletzungen auf die Jagd nach seinem Widersacher Rahid Astan begibt, findet sich dort ein. Er kommt hinzu, während säckeweise Drogen umgeladen werden. Unbemerkt kann er Frostschutzmittel ausgießen und alles in Brand setzten. Er sieht zu, wie Rahid Astan bei lebendigem Leibe verbrennt.
Gümer nimmt währenddessen die Spur von Kromer auf und beobachtet ihn, wie er einen bestimmten Container auswählt und öffnet. Darin befinden sich Aykut Bürsüm, angebunden, und ein Koffer mit Bargeld. Gümer folgt Kromer und muss feststellen, dass dieser mit allen Mitteln gearbeitet hat, nur um den Bürsüm-Chef endlich zur Strecke zu bringen. Bürsüm warnt Kromer, denn er habe jetzt nicht nur ihn an Astan verkauft, sondern die ganze Stadt. Doch Kromer sieht sich am Ziel seiner Bemühungen und erschießt sich zusammen mit seinem Widersacher.

## Hintergrund
Der Film wurde an 24 Drehtagen vom 24. September 2013 bis zum 30. Oktober 2013 unter dem Arbeitstitel Kiezkrieg in Hamburg und Umgebung gedreht.

## Rezeption

### Einschaltquote
Die Erstausstrahlung von Kopfgeld am 9. März 2014 wurde in Deutschland von 10,12 Millionen Zuschauern gesehen und erreichte einen Marktanteil von 27,7 % für Das Erste.

### Kritiken
„Der „Tatort“-Kommissar als wenig überzeugende Mischung aus Bruce Willis und Ronald Schill, hat sein Werk getan. In einem vorhersehbaren Plot, voll mit simplem Schwarz-Weiß-Denken.“

„Gefangene werden nicht gemacht im zweiten „Tatort“ mit Til Schweiger. Christian Alvarts „Kopfgeld“ ist ein Männerfilm, der gern ein Asphaltwestern wäre. Doch dafür ist er  dramaturgisch zu schwach auf der Brust. Markige Macho-Recken blasen zu urbanen Rachefeldzügen, Prophezeiungen und Provokationen heizen die Aktionen an, Versager und Verräter bevölkern die Szenerie – und über allem ein wütender Action-Heiland: so einfach ist das Spiel! Düster-Look, Geballere, Blutbäder, markige Visagen mit Migrationshintergrund… Findet das jemand spannend? Geht da jemand emotional mit? Oder ist das „leider geil“?“

„Dass nun ausgerechnet in dem ‚Tatort‘ mit Deutschlands zugkräftigstem Kinostar doch noch ein extrem starker türkischer Charakter etabliert wird, ist ein guter Schachzug der NDR-Verantwortlichen. Und zeigt, das muss man fairerweise sagen, die Größe Schweigers, der seinem weniger berühmten Schauspielerkumpel Yardim die stärkeren Auftritte lässt.“

Mike Powelz vom Programmmagazin Hörzu stellte sich die Frage, ob Schweiger sich mit seinem zweiten Fall selbst übertreffen könne und der neue Einsatz „ebenso spektakulär“ sei, wie sein erster Fall und kam zu dem Ergebnis, dass diesem Krimi nur eines fehle: „die Titelmelodie aus ‚Spiel mir das Lied vom Tod‘, da der neue Fall an klassische Western erinnere.“ Powelz kam zu der
Gesamtwertung „Gelungen“. Von drei möglichen Punkten gab er für Humor einen, für Spannung und Erotik jeweils zwei und für Action drei Punkte. Zusammengefasst las sich die Wertung folgendermaßen:

„Am Anfang heiße Liebesszenen. Als Steigerung spektakuläre Action. Und als Höhepunkt ein mörderisches Finale, in dem es für fast alle Protagonisten um Leben und Tod geht. Ja, Schweigers zweiter Fall stellt den ersten dramaturgisch in den Schatten. Ein Muss für alle ‚Tatort‘-Fans.“

R. Ahrem vom Programmmagazin Gong machte bei Spannung drei Kreuze und sprach von einem „temporeichen Thriller, der mit vielen Überraschungen aufwarten“ könne. Für seine „aufwendigen Action-Szenen, die durch ungewöhnliche Kamerafahrten, oft aus der Luft, eingefangen“ würden, erhielt der Film ebenfalls drei Kreuze. Es wurde die Vermutung geäußert, dass der neue Fall „das Budget der Reihe wieder aufs Äußerste strapaziert“ habe. Für Humor gab es zwei Kreuze, weil der im Ermittlerteam für die Scherze zuständige Fahri Yardim sich in dieser Folge etwas zurücknehme. Auch für Tiefgang gab es zwei Kreuze und die Wertung:

„Der furchtlose Bulle Nick Tschiller hat nur eine Angst: Dass seiner geliebten Tochter Lenny etwas zustoßen könnte. Angesichts der Hilflosigkeit der Polizei gegenüber dem organisierten Verbrechen ist diese Sorge nach der neuen Folge sogar noch größer geworden. […] Auch der zweite Schweiger-‚Tatort‘ schafft es wieder zu begeistern.“

„‚Kopfgeld‘, die zweite Episode mit Til Schweiger als LKA-Mann Nick Tschiller, ist ein Film für Männer, nicht zuletzt für solche, die in der Pubertät hängengeblieben sind. … Am Ende einer wilden Fahrt bleibt nicht viel hängen von dieser Episode, die auf Subtilitäten verzichtet und sich dadurch kleiner macht, als sie sich machen müsste. Das ist natürlich Programm.“

„Irgendwie jagen, misshandeln und töten sich 90 Minuten lang allerlei Menschen gegenseitig. Wer da gerade wen meuchelt, kann man zwischenzeitlich schon mal aus den Augen verlieren. Die TATORT-Variante mit Til Schweiger wollte Action bieten, und jetzt bietet sie eben Action. (Und ganz nebenbei sogar, wir befinden uns schließlich im Zeitalter nach den „Shades of Grey“, handfesten Handschellen-Sex mit Schweiger-Popo-Ansicht.)“